# NGC 6520
NGC 6520 ist ein offener Sternhaufen vom Typ I2m im Sternbild Schütze am Nordsternhimmel. Er hat eine scheinbare Helligkeit von 7,60 mag und einen Winkeldurchmesser von 5'.
Entdeckt wurde das Objekt am 24. Mai 1784 von Wilhelm Herschel.